# Arran Fernandez
Arran Fernandez (* 14. Juni 1995 in England) ist ein britischer Mathematiker und Hochschullehrer.

## Leben
Arran Fernandez besuchte nie eine öffentliche Schule. Er wurde von seinem Vater, Neil Fernandez, einem promovierten Volkswirtschaftler, zu Hause unterrichtet. Bereits einem Alter von fünf Jahren absolvierte er erfolgreich das GCSE (General Certificate of Secondary Education), was dem britischen Äquivalent des deutschen Mittleren Schulabschlusses entspricht. Zwei Jahre später bestand er erneut den Test, mit der bestmöglichen Benotung. Mit beiden Leistungen war er jeweils der Jüngste Absolvent dieser Tests. Zwischen 2008 und 2010 absolvierte er das GCSE in Englisch, Englischer Literatur und Französisch jeweils mit Bestbenotung und das A-level, dem britischen Abitur, in Mathematik, Höhere Mathematik und Physik ebenfalls fast mit perfekter Benotung. Im Oktober 2010 wurde er im Alter von 15 Jahren und 3 Monaten zum Mathematikstudium an der University of Cambridge zugelassen. Damit war er der jüngste Student seit William Pitt der Jüngere im Jahre 1773 im Alter von 14 Jahren zugelassen wurde. Das Studium schloss er als Senior Wrangler, als Jahrgangsbester ab, womit er der jüngste Absolvent war, der jemals diesen Titel trug. Nach einem einjährigen Masterstudium absolvierte er ein vierjähriges Promotionsstudium, das er 2018 mit der Dissertation Analysis in Fractional Calculus and Asymptotics related to Zeta Functions erfolgreich bei Athanassios S. Fokas abschloss.
Seit dem Wintersemester 2018/2019 unterrichtet Fernandez als Gast-Assistenz-Professor an der zyprischen Ostmediterranen Universität.